# Kilu-Kalles och Mouku-Fransis friarefärd
Kilu-Kalles och Mouku-Fransis friarefärd (finska: Kilu-Kallen ja Mouku-Franssin kosioretki) är en finländsk komedifilm från 1920, skriven av Väinö Lehmus, regisserad av Hjalmar V. Pohjanheimo och producerad av Lyyra Filmi. Filmen hade premiär den 19 december 1920. Filmen var en stumfilm och finns inte längre bevarad.
Filmen handlar om de utsvultna luffarna Kilu-Kalle (Väinö Lemus) och Mouku-Franssi (Matti Jurva). Under sin vandring kommer de fram till en fin gård och Kilu-Kalle bestämmer sig för att låtsas heta baron Gabriel av von de la Kaikenheimo, friare till husets dotter (Saima Lehmus), men bluffen genomskådas av att baronen är klädd som en luffare. Båda luffarna kastas ut och tvingas hitta på en ny plan. De bestämmer sig då för att Mouku-Franssi ska spela rövare och trakassera husets vackra dotter, varvid baron Gabriel ska komma till hennes undsättning. Företaget lyckas och baronen med sin trolovade, samt Mouku-Franssi som då spelar baronens tjänare, reser till staden för förlovning. Utanför guldsmedjan kommer dock en polisman fram och haffar de gamla kåkfararna Kalle och Franssi.

## Rollista
- Kilu Kalle – Väinö Lehmus
- Mouku-Franssi – Lenni Jurva (Matti Jurva)
- Gårdsägare Karhunheimo – Onni Veijonen
- Karhunheimos dotter – Saima Lehmus
- Mjölkerska – Hildur Lehmus